# Yum
Yellowdog Updater, Modified (Yum) är ett open-source pakethanteringssystem för kommandoradsmiljö i RPM-kompatibla Linuxsystem. Det tillhandahålls med GPL-licens. Seth Vidal och en samling frivilliga utvecklade programvaran som trots att det är ett kommandoradsverktyg har många grafiska användargränssnitt.
Yum är en omarbetning av föregångaren Yellowdog Updater (Yup) och utvecklades främst för att hjälpa till med pakethantering på Red Hat-system vid Duke University. Sedan dess har det anammats av Red Hat Enterprise Linux, Fedora, CentOS och andra RPMbaserade Linuxdistributioner inklusive Yellow Dog Linux där Yum ersatt Yup.
Systemadministratörer kan automatisera mjukvaruuppdateringar genom verktyg såsom yum-updated, yum-updateonboot, yum-cron eller PackageKit.
Yum använder ett arkiv i XML-format som snabbt blev standard för RPM-baserade arkiv. Utöver de Linuxdistributioner som använder Yum direkt har SUSE Linux från och med version 10.1 lagt till stöd för Yum i sitt YaST-verktyg. Open Build Service använder också Yums XML-format.

## Automatisk synkronisering av metadata
YUM synkroniserar automatiskt metadata från mjukvaruarkiven till det lokala systemet. Andra verktyg synkroniserar metadata endast när användaren begär en uppdatering. Detta betyder att en uppdatering inte kan misslyckas på grund av att användaren inte kört rätt kommando vid rätt tillfälle.

## Yumarkiv
Ett separat verktyg, createrepo, installerar yumarkiv och skapar nödvändiga metadatalistor i XMLformat.
Verktyget mrepo (före detta Yam) kan även det hjälpa till med skapande och underhåll av programarkiv.

## Plugin-/modulsystem
Version 2.x och senare har ett Pythongränssnitt som låter utvecklare ändra hur Yum verkar.
Ett vanligt förekommande paket, yum-utils, innehåller kommandon och plugins som använder detta API.

## Grafiska användargränssnitt
- PackageKit
- Yum Extender